# محمد یکم پادوسپانی
محمد بن شهریار یا اسپهبد محمد یکم دوازدهمین اسپهبد دودمان پادوسپانیان بود که میان سال‌های ۳۲۱ تا ۳۳۳ هجری در رویان حکومت داشت. او با علویان طبرستان معاصر بود و علیه آنان با خلافت عباسی هم‌پیمان بود. وی در یکی از جنگ‌ها داعی صغیر را که به او پناه آورده بود، دستگیر کرده و نزد حاکم ری فرستاد.